# ديفيد فاركاس
ديفيد فاركاس (بالإنجليزية: David Farkas)‏ هو ممثل أمريكي، ولد في 28 نوفمبر 1975 بآكرون في الولايات المتحدة.

## أعمال

### أفلام
- (2005) خطة رحلة

## وصلات خارجية
- ديفيد فاركاس على موقع IMDb (الإنجليزية)
- ديفيد فاركاس على موقع أول موفي (الإنجليزية)
- ديفيد فاركاس على موقع قاعدة بيانات الفيلم (الإنجليزية)
- ديفيد فاركاس على موقع كينوبويسك (الروسية)